# Peter Washington
Peter Washington (* 28. srpna 1964) je americký jazzový kontrabasista. Nejprve hrál na kontrabas klasickou hudbu, později přešel k baskytaře a působil v rockové skupině. Během studií na Kalifornské universitě v Berkeley se začal zajímat o jazz. V letech 1986 až 1989 byl členem skupiny Jazz Messengers bubeníka Arta Blakeyho. V roce 2008 vystupoval se skupinou The Blue Note 7, projektem, který by sestaven speciálně u příležitosti sedmdesátého výročí od založení hudebního vydavatelství Blue Note Records. Během své kariéry spolupracoval s mnoha hudebníky, mezi které patří například Dizzy Gillespie, Ferit Odman nebo Bennie Wallace.